# Godeord
Godord, sammanslutning av moderna asatroende eller utövare av forn sed. Ordet är hämtat från vikingatidens Island där man före kristnandet var organiserad i godord (stavas så!). Varje godord hade en politisk och religiös ledare som kallades gode. Termen är inte belagd från det skandinaviska fastlandet.
Många gånger har skillnaden mellan ett godord och ett blotlag varit flytande. Båda begreppen har kunnat motsvara exempelvis en församling inom kristendomen. Inom Samfundet Forn Sed Sverige (tidigare Sveriges Asatrosamfund) har dock begreppet godord fått en delvis annan betydelse. De stadgar som samfundet antog 2009 definierar ett godord som en administrativ geografisk enhet medan de egentliga lokala grupperna, som träffas och utövar seden tillsammans, kallas för blotlag.